# Escudo de Villayón

El escudo de Villayón es el  escudo municipal del concejo de Villayón en el principado de Asturias, España. Se presenta medio partido y cortado.
- En el primer cuartel partido sobre campo de azur, observamos una banda de oro, engolada en dragantes del mismo material.

- El segundo cuartel partido, nos muestra sobre campo de azur, un castillo almenado sobre ondas, mazonado de sable y aclarado de azur.

- El tercer cuartel cortado, nos enseña tres vacas de oro.

Al timbre la corona de príncipe de Asturias.
Los dos primeros cuarteles hacen referencia a Navia, a la que perteneció el territorio durante siglos. Presenta las armas de su escudo, aunque cambiados de orden. El tercer cuartel hace referencia a la riqueza ganadera que siempre tuvo el concejo, tomando la corporación dicho emblema de la representación que los historiadores Octavio Bellmunt y Fermín Canella hicieron para el concejo en la realización de su obra "Asturias", con la única salvedad de que éstos sólo ponían dos vacas en el medio partido de abajo. A día de hoy el ayuntamiento utiliza el emblema sin que se conozca sanción legal para tal efecto.
- Datos: Q8778101